# Noia Noia
Noia Noia er det fjerde studiealbum fra det danske popband Juncker. Det blev udgivet den 28. maj 2012. Musikmagasinet GAFFA gav det tre ud af seks stjerner.

## Spor
1. "Det Rene Ingenting" - 4:05
2. "Kun I Form I Uniform" - 3:35
3. "Så Længe Vi Er Her" - 3:32
4. "Når Månen Samler Støv" - 3:29
5. "Mere End Ramt" - 3:51
6. "Du Var Her Lige Før" - 4:06
7. "Så Godt Som Død" - 4:00
8. "Lige Lovlig Tæt På Brønderslev" - 3:13
9. "Lykken Kommer Sjældent Alene" - 3:49
10. "Hvis Det Regner" - 3:07
11. "Det Er For Sent" - 3:36